# 情念論
『情念論』（仏: Les Passions de l'âme、英: The Passions of the Soul）は、1649年に哲学者ルネ・デカルトによって執筆された著作である。

## 概要

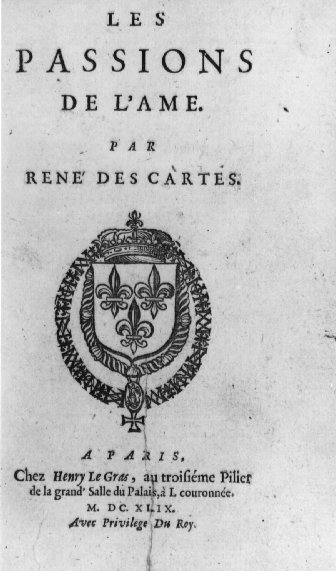
情念論の初版

デカルトは哲学の研究を進め、スウェーデンのクリスティナ女王に招致されて1649年10月にストックホルムへ移った。本書『情念論』は同年11月に出版した著作であり、5年前にドイツのファルツ選帝侯フリードリヒの皇女エリザベートに向けて執筆した論文がもとになっている。デカルトは本書で精神の知覚や感覚、感動、すなわち情念を主題として研究を行っている。本書の内容は人間本性と情念の基本について論じた第1部、多種多様な情念を論じる第2部、特殊な情念について論じる第3部から成り立っている。
デカルトにとって精神の経験には精神が新しい経験を獲得する場合の受動と精神が経験の原因となっている場合の能動の二種類があり、精神の能動・受動性は身体の能動・受動性と逆になるように相互に作用する。前者は知覚または認識であり、後者は意志のはたらきであるとデカルトは見なしている。そして人間の情念とは動物精気が運動することによってもたらされ、動物精気が血中を通じて脳に到達することで情念が表れると論じる。特にデカルトは情念の原因が脳の中央に位置する松果腺にあると考え、身体運動の原因でもあると考えていた。デカルトはさまざまな種類の情念を検討しているが、まず基本的な情念として愛、憎しみ、欲望、喜び、悲しみ、驚きの六つがあり、これらが複合化することによって情念は複雑化していく。情念の働きを抑制するためにデカルトは謙遜、勇気などの徳を守ることを主張しており、知恵とは情念を支配する意義があると分析している。

## 日本語訳
- 『デカルト著作集3』「情念論」 花田圭介訳、白水社、1973年、新版2001年ほか
- 『情念論』 野田又夫訳、中公文庫、1974年、改版2019年／中公クラシックス、2002年
- 『情念論』 谷川多佳子訳、岩波文庫、2008年